# Мелісса Джордж
Мелісса Сюзан Джордж (англ. Melissa Suzanne George) — австралійська акторка та модель.

## Життєпис
Народилася 6 серпня 1976 року в австралійському місті Перт.
З ранніх років почала займатися модельним бізнесом, і у 1992 році була названа моделлю року Західної Австралії серед підлітків. У 16 років її помітила агентка з підбору акторів Ліз Маллінар і запросила на роль в австралійському телесеріалі «Home and Away». Заради акторської кар'єри Джордж покинула Перт і переїхала до Сіднея. Після трьох років зйомок у серіалі вона вирішила залишити його заради інших ролей. Знялася оголеною для австралійської версії журналу «Playboy» незабаром після відходу з серіалу «Home and Away».
Записала відеокурси для підтримки здоров'я і фігури «Mind, Body and Soul», створила свою лінію нижньої білизни під назвою «Ангел біля мого ліжка», а також періодично з'являлася в серіалі «Roar» до того, як переїхала в Лос-Анджелес, щоб спробувати вдачу в США. 
Після переїзду зіграла невеликі ролі в кількох фільмах, серед них «Темне місто», «Англієць», «Малголленд Драйв» і «До біса кохання!». Також вона знялася в кількох пілотних випусках телесеріалів, які не пішли в ефір, серед них «Lost in Oz». Пізніше знялася в шостому сезоні популярного телесеріалу «Зачаровані».
Досягла значного прориву у 2003 році, отримавши ролі в серіалі «Шпигунка» і «Друзі».
Свою першу велику роль виконала у горор-фільмі 2005 року «Жах Амітивілля». У тому ж році знялася у трилері «Ціна зради», в якому також зіграли Клайв Овен і Дженніфер Еністон.
2006 рік був дуже плідним для Мелісси Джордж: вона знялася в драмі «Музика всередині», у трилері «WAZ: Камера тортур», де її партнером був Стеллан Скарсгард, і в кіноадаптації графічної новели «30 днів ночі» з Девідом Слейдом як режисером і з Джошом Гартнеттом у головній ролі. У цьому ж році вона знялася у трилері «Туристи». 
У 2006 році було оголошено, що Джордж стане обличчям та представницею косметичної компанії «Napoleon Perdis», а також австралійської ювелірної компанії «Linneys». 
Повернулася на телебачення у 2008 році, знявшись в драматичному серіалі «Лікування».

## Особисте життя
Мелісса Джордж живе у Лос-Анджелесі разом зі своїм чоловіком, чилійським кінорежисером Клаудіо Дабедом, і його дочкою Мартіною (1995). Вони познайомилися на Балі у 1998 році і одружилися 22 вересня 2000 року. У 2008 році вона отримала американське громадянство. Зараз має подвійне громадянство: австралійське і американське.